# Sean Winter
Sean Winter (* 14. Dezember 1990 in Jacksonville, Florida) ist ein professioneller US-amerikanischer Pokerspieler.
Winter hat sich mit Poker bei Live-Turnieren knapp 28 Millionen US-Dollar erspielt. Er gewann 2022 die US Poker Open Championship und das Purple Jacket™ der Poker Masters.

## Pokerkarriere

### Werdegang
Winter spielt auf der Onlinepoker-Plattform PokerStars unter dem Nickname Nolez7. Dort belegte er im Mai 2016 beim Main Event der Spring Championship of Online Poker den zweiten Platz und erhielt ein Preisgeld von über einer Million US-Dollar.
Seine erste Geldplatzierung bei einem Live-Turnier erzielte Winter Ende Februar 2011 in West Palm Beach. Im Juni 2013 war er erstmals bei der World Series of Poker (WSOP) im Rio All-Suite Hotel and Casino am Las Vegas Strip erfolgreich und kam bei drei Turnieren der Variante No Limit Hold’em in die Geldränge, darunter die Heads-Up Championship und das Main Event. Mitte Mai 2014 gewann er das Main Event der Card Player Poker Tour in seiner Heimatstadt Jacksonville mit einer Siegprämie von 84.000 US-Dollar. Anfang Dezember 2014 belegte Winter bei den Rock ’N’ Roll Poker Open in Hollywood, Florida, den zweiten Platz und erhielt ein Preisgeld von 270.000 US-Dollar. Mitte Juli 2015 gewann Winter den Bellagio Cup im Hotel Bellagio am Las Vegas Strip mit einer Siegprämie von mehr als 560.000 US-Dollar. Rund einen Monat später wurde er beim High Roller der World Poker Tour (WPT) in Hollywood Dritter für knapp 250.000 US-Dollar. Am 1. Oktober 2015 entschied Winter das Aria High Roller im Aria Resort & Casino am Las Vegas Strip für sich und sicherte sich den Hauptpreis von knapp 315.000 US-Dollar. Im Dezember 2015 wurde er beim Alpha8-Event der WPT im Bellagio Vierter für rund 440.000 US-Dollar. Anfang des Jahres 2016 erreichte Winter den Finaltisch beim Super High Roller des PokerStars Caribbean Adventures (PCA) auf den Bahamas und beendete das Turnier auf dem zweiten Rang. Aufgrund eines Deals mit dem Sieger Nick Maimone erhielt Winter ein Preisgeld von rund 915.000 US-Dollar. Im Juni 2016 belegte er beim Aria Super High Roller den dritten Platz, der ihm über 525.000 US-Dollar einbrachte. Im August 2017 gewann Winter drei Turniere im Aria Resort & Casino und sammelte so Preisgelder in Höhe von 400.000 US-Dollar. Bei der WSOP 2018 wurde er beim 50.000 US-Dollar teuren High-Roller-Event hinter Ben Yu Zweiter und sicherte sich ein Preisgeld von mehr als einer Million US-Dollar. Mitte November 2018 belegte Winter beim Super High Roller der partypoker Caribbean Poker Party in Nassau auf den Bahamas ebenfalls den zweiten Platz und erhielt ein Preisgeld von 550.000 US-Dollar. An gleicher Stelle wurde er drei Tage später bei der Super High Roller Championship erneut Zweiter und sicherte sich sein bisher höchstes Preisgeld von knapp 2,5 Millionen US-Dollar. Im Januar 2019 gewann Winter ein 25.000 US-Dollar teures Side-Event des PCA und sicherte sich eine Siegprämie von knapp 500.000 US-Dollar. Mitte Februar 2019 erreichte er bei den im Aria Resort & Casino ausgespielten US Poker Open vier Finaltische und gewann darüber hinaus das vierte Event, was ihm Preisgelder von rund 750.000 US-Dollar einbrachte. Damit sammelte Winter nach David Peters gemeinsam mit Stephen Chidwick die zweitmeisten Punkte im Rennen um die US Poker Open Championship. Ende April 2019 belegte Winter bei einem Event der European Poker Tour in Monte-Carlo den mit 389.600 Euro dotierten zweiten Platz. Mitte August 2019 gewann er das Hauptturnier der Seminole Hard Rock Poker Open in Hollywood und sicherte sich eine Siegprämie von rund 700.000 US-Dollar. Bei den US Poker Open im Juni 2021 im Aria gewann der Amerikaner das Main Event mit einer Siegprämie von 756.000 US-Dollar. Aufgrund einer weiteren Geldplatzierung bei der Turnierserie belegte er hinter David Peters den zweiten Platz beim Rennen um die Golden Eagle Trophy. Ende September 2021 wurde Winter beim Super High Roller Bowl VI Dritter und erhielt über eine Million US-Dollar. Bei den US Poker Open im Aria gewann er Ende März 2022 das elfte und zwölfte Event und sammelte damit über die Turnierserie die meisten Turnierpunkte sowie mit über 1,1 Millionen US-Dollar das meiste Preisgeld aller Spieler, wofür er mit einer zusätzlichen Prämie von 50.000 US-Dollar sowie der „Golden Eagle Trophy“ ausgezeichnet wurde. Auch bei den Poker Masters war der Amerikaner von Ende September bis Anfang Oktober 2022 mit einem zweiten und einem ersten Platz und damit verbundenen Preisgeldern von 777.000 US-Dollar der erfolgreichste Spieler und wurde mit dem Purple Jacket™ sowie 50.000 US-Dollar prämiert. Im Mai 2023 spielte er im nordzyprischen Kyrenia erstmals bei der Triton Poker Series und erzielte fünf Geldplatzierungen. Beim Luxon Invitational, einem Einladungsturnier mit einem Buy-in von 210.000 US-Dollar, belegte Winter den mit mehr als 1,6 Millionen US-Dollar dotierten vierten Platz. Insgesamt sicherte er sich bei der Turnierserie Preisgelder von rund 2,8 Millionen US-Dollar.

### Preisgeldübersicht
| Jahr   | Preisgeld (in $) | Turniersiege |
| ------ | ---------------- | ------------ |
| 2011   | 17.751           | 0            |
| 2012   | 48.789           | 0            |
| 2013   | 137.579          | 0            |
| 2014   | 506.981          | 1            |
| 2015   | 1.696.417        | 2            |
| 2016   | 2.287.036        | 0            |
| 2017   | 944.621          | 3            |
| 2018   | 5.022.576        | 0            |
| 2019   | 4.393.338        | 4            |
| 2020   | 234.685          | 1            |
| 2021   | 3.983.470        | 2            |
| 2022   | 3.771.296        | 3            |
| 2023   | 4.914.091        | 1            |
| gesamt | 27.958.630       | 17           |